# Dennis Dahlsten
Dennis Dahlsten, född 7 mars 1934 i Göteborg, är en svensk skådespelare.
Dahlsten filmdebuterade i Bengt Järrels Johan på Snippen tar hem spelet 1957 och har medverkat i tretton film- och TV-produktioner.

## Filmografi
- 1957 – Johan på Snippen tar hem spelet
- 1965 – Resa
- 1966 – Operation Argus (TV-serie)
- 1968 – Petters och Lottas jul
- 1969 – Eva - den utstötta
- 1970 – Ett möte på Kretjetovkastationen
- 1972 – Längtan
- 1974 – Sagan om Siv
- 1975 – Sängkamrater
- 1976 – Den jäktade
- 1978 – Tribadernas natt
- 1980 – Flygnivå 450
- 1983 – Limpan

## Teater

### Roller (ej komplett)
| År   | Roll                     | Produktion                                                | Regi             | Teater                   |
| ---- | ------------------------ | --------------------------------------------------------- | ---------------- | ------------------------ |
| 1955 | Dummerjöns               | Dummerjöns (Klods-Hans) H.C. Andersen                     | Lars Barringer   | Upsala-Gävle stadsteater |
| 1955 | Andreas                  | Judas (Un nommé Judas) Claude-André Puget och Pierre Bost | Lars Barringer   | Upsala-Gävle stadsteater |
| 1957 |                          | Job Klockmakares dotter Sara Lidman                       | Eva Sköld        | Riksteatern              |
| 1959 |                          | Vår tids hjälte Beppe Wolgers                             | Claes von Rettig | Munkbroteatern           |
| 1962 | Vincent                  | Ungdom i fjällen (Altitude 3.200) Julien Luchaire         | Rolf Carlsten    | Dramaten                 |
| 1969 | Smith                    | Tolvskillingsoperan Kurt Weill och Bertolt Brecht         | Alf Sjöberg      | Dramaten                 |
| 1974 | Notarien                 | Den jäktade Ludvig Holberg                                | Henning Moritzen | Dramaten                 |
| 1976 | Erik Madsen              | Den jäktade Ludvig Holberg                                | Henning Moritzen | Dramaten                 |
| 1990 | Kustbevakaren Professorn | Carl XII August Strindberg                                | Jan Bergman      | Dramaten                 |

### Fotnoter
1. 1 2  ”Dennis Dahlsten”. Svensk Filmdatabas. http://sfi.se/sv/svensk-filmdatabas/Item/?type=PERSON&itemid=65727&ref=%2ftemplates%2fSwedishFilmSearchResult.aspx%3fid%3d1225%26epslanguage%3dsv%26searchword%3ddennis+dahlsten%26type%3dPerson%26match%3dBegin%26page%3d1%26prom%3dFalse. Läst 8 juli 2012.
2. ↑  ”Dennis Dahlsten”. IMDb.com. http://www.imdb.com/name/nm0197157/. Läst 8 juli 2012.
3. ↑  Ellson (13 september 1955). ”Trevlig 'Dummerjöns'”. Dagens Nyheter:  s. 12. https://arkivet.dn.se/tidning/1955-09-13/248/12. Läst 29 januari 2022.
4. ↑  S. B-l (10 december 1955). ”Judasdrama i Uppsala”. Dagens Nyheter:  s. 17. https://arkivet.dn.se/tidning/1955-12-10/335/17. Läst 29 januari 2022.
5. ↑  ”'Job Klockmakares dotter' på sin tredje turné”. Dagens Nyheter:  s. 15. 5 oktober 1957. https://arkivet.dn.se/tidning/1957-10-05/271/15. Läst 26 maj 2018.
6. ↑  ”Teaterannons”. Dagens Nyheter:  s. 37. 13 november 1959. https://arkivet.dn.se/tidning/1959-11-13/308/37. Läst 2 januari 2022.